# Octavi Piulats i Riu
Octavi Piulats i Riu (1946) és un filòsof català i cofundador de la revista Integral, dedicada a l'ecologia i la salut natural. Professor d'Antropologia Filosòfica i Filosofia de la Cultura a la Universitat de Barcelona i del Màster d'Agricultura Ecològica i del Postgrau de Medicina Natural de la Facultat de Medicina de la mateixa universitat. És doctor en Filosofia per la Universitat de Frankfurt, amb una tesi sobre Hegel i el món antic, i membre del Consell Interdepartamental de Recerca i Innovació Tecnològica i del Deutscher Akademischer Austauschdienst de Bonn.
És també membre de Die Grünen, secretari de la Societat Hispànica d'Antropologia Filosòfica, membre de la Societat de Filosofia Vivarium, fundador de la Societat Internacional NOMONO (dedicada a la crítica de la societat industrial, amb seu a Frankfurt) i membre de la Societat Naturista i Vegetariana de Barcelona.
Entre les seves publicacions destaquen Ecosofias (1982), Biotopias (1989), La Era Post-Chernobyl (1988), Goethe y Montserrat: encuentros con la espiritualidad de la montaña (1992), Lecciones sobre Hiperion de F.Hölderlin (1992), Principios para una filosofía ecológica del futuro (2008) Egiptosophia: relectura del Mito al Logos (2011), Ecofilosofia (2013) i Para entender el amor pasional romántico: Eros y Thanatos (2019).